# Guillaume Pradoura
Guillaume Pradoura est un militant politique et assistant parlementaire d'extrême droite français.

## Biographie
Guillaume Pradoura naît en 1985 ou 1986 et est originaire de Marseille. En 2007, il crée les Jeunesses identitaires Massilia, un groupuscule d'extrême droite actif dans la ville. Il cherche alors à organiser une « soupe au cochon », distribution alimentaire fermée aux musulmans et obtient le soutien de Stéphane Ravier et Philippe Vardon, membres locaux du Front national, mais aussi du service d'ordre du parti et de plusieurs militants skinhead, dont Jérémy Recagno. L'événement est interdit par la préfecture après la mobilisation des antifascistes locaux et les Jeunesses identitaires sont dissoutes. En échange du soutien de Stéphane Ravier, il se présente à ses côtés, en 23e position sur une liste municipale dans les quartiers sud de la ville lors des élections de 2008 à Marseille. Cependant, les listes d'extrême droite connaissent un revers important cette année-là.
Il s'inscrit ensuite à l'École du Louvre à Paris et fréquente les réseaux d'extrême droite de la capitale. Il est proche d'Édouard Klein, leader du Groupe union défense (GUD) et organise avec le groupe des « Rats noirs » des soirées à connotation antisémite.
Il devient en 2014 assistant parlementaire de Nicolas Bay, membre de la délégation Rassemblement national (RN) et du groupe Identité et démocratie (ID) au Parlement européen. En tant qu'assistant, il accompagne notamment l'élu dans le cortège de La Manif pour tous en octobre 2014.
Lors des élections régionales françaises de 2015, il est colistier de Marion Maréchal — qui se fait alors appeler Marion Maréchal-Le Pen — et présenté par celle-ci comme faisant partie de ses « experts ». En juin 2015, il devient l'un des animateurs du Clic, le Collectif liberté et création, un cercle culturel fondé par le Front national.
Mediapart révèle en 2016 ses nombreux échanges amicaux qui ont eu lieu jusqu'en 2010 avec Jérémy Recagno. Celui-ci, après avoir agressé une femme d'origine étrangère, s'évade de prison et part aux États-Unis pour rejoindre le Ku Klux Klan, à la suite de quoi il est recherché par la police. Guillaume Pradoura l'aide notamment à se cacher en Bulgarie, parmi les groupes néonazis locaux. Il ne nie pas ces échanges, mais déclare avoir « voulu l’aider, dans une sorte de réflexe paternaliste »,. Il n'est pas renvoyé de son poste d'assistant parlementaire, même lorsqu'il publie, un an plus tard en 2017, un message d'insultes homophobe et raciste à l'encontre d'un autre collaborateur parlementaire du FN.
En mai 2019, il est renvoyé de son poste d'assistant parlementaire après la diffusion, le 15 mai par une ancienne militante, d'une photo antisémite le montrant « grimaçant, mimant des doigts crochus et affublé d’un chapeau noir de rabbin et de fausses papillotes ». Le Monde révèle que la photographie serait en fait ancienne, connue en interne depuis 2012 ou 2013. Selon Nicolas Bay, il s'agit d'un cliché humoristique destiné à « un cadre privé », ce que conteste Nicolas Cadène qui accuse Pradoura d'antisémitisme. Ce dernier est suspendu du RN et le vice-président du RN, Steeve Briois, affirme l'avoir « convoqué devant la commission des conflits en vue de son exclusion ». Il est finalement exclu du parti le 17 mai,.
Peu après son exclusion du RN, il redevient assistant parlementaire au Parlement européen, cette fois pour le compte du parti allemand d'extrême droite Alternative pour l'Allemagne (AfD), toujours au sein du groupe ID. Il seconde Maximilian Krah. Il quitte finalement ce poste-là également et devient assistant parlementaire de Marcel de Graaff, membre du Forum pour la démocratie, toujours au Parlement de Strasbourg. Il a également été pendant un temps l'assistant parlementaire de Ladislav Ilčić.

## Vie privée
En 2015, Guillaume Pradoura se marie avec une femme d'origine russe ; la cérémonie est célébrée par Stéphane Ravier, maire élu du secteur.

## Liens avec la Russie de Vladimir Poutine
Guillaume Pradoura entretient des liens avec le régime russe de Vladimir Poutine. Dès le début des années 2010, il se rend en Crimée où il rencontre celle qui deviendra sa femme. En 2011, il co-fonde, avec d'autres militants du FN, une web-télé intitulée Pro-Russia TV, antenne française de La Voix de la Russie financée par des fonds russes, et collabore à Radio Courtoisie.
En 2016, il effectue un voyage avec Nicolas Bay à Yalta en Crimée occupée, deux ans après l'annexion illégale de la péninsule par la Russie. Ils se rendent également au Forum économique international de Saint-Pétersbourg. 
En 2017, il est invité au Festival mondial de la jeunesse en Russie. À l'automne 2023, il se rapproche de Jean-Luc Schaffhauser, qui ambitionne de constituer une liste indépendante en vue des élections européennes de 2024, ayant pour slogan « Paix avec la Russie ». Pradoura aurait été consulté pour trouver des candidats, mais considéré comme « trop fanatiques de la Russie » par l'homme politique. Guillaume Pradoura présente le propagandiste franco-russe Xavier Moreau comme son ami.
À l'automne 2023, la Direction générale de la Sécurité intérieure (DGSI) ouvre une enquête sur « des soupçons de tentative de déstabilisation des élections européennes du 9 juin ». Elle conclut que Guillaume Pradoura pourrait jouer « un rôle d’intermédiaire entre ces diverses listes chargées d’alimenter, au sein de l’UE, le discours prorusse, sous couvert de débat politique ». Sont cités ses liens avec des partis favorables à la Russie en France, aux Pays-Bas, en Belgique, en Pologne et en Allemagne.
Le 29 mai 2024, les bureaux de Guillaume Pradoura au Parlement européen et à la Commission européenne, ainsi que son domicile personnel de Bruxelles sont perquisitionnés, la justice belge soupçonnant des faits « d'ingérence russe et de corruption de députés européens ». L'enquête concerne un portail Internet tchèque diffusant la propagande russe et appelant à la fin du soutien à l'Ukraine, nommé Voice of Europe. Sur ce site, de nombreux députés européens proches de la Russie — Thierry Mariani et Patricia Chagnon notamment — ont participé à des entretiens avant sa fermeture par les autorités européennes le 17 mai. Parmi les élus ayant accepté d'intervenir sur ce canal, quatre — Nicolas Bay, Ladislav Ilčić, Maximilian Krah et Marcel de Graaff — ont employé Guillaume Pradoura comme assistant. Selon le parquet belge, des indices laissent penser que Guillaume Pradoura aurait « joué un rôle important dans cette affaire », au cours de laquelle des députés auraient touché de l'argent russe en échange du relais de sa propagande,. L'affaire est appelée le « Russiagate » par Libération.